# Königssiepen
Königssiepen ist eine Ortslage im Norden der bergischen Großstadt Wuppertal.

## Lage und Beschreibung
Die Ortslage, die aus einer Hofschaft hervorgegangen ist, liegt im Osten des Wohnquartiers Dönberg im Stadtbezirk Uellendahl-Katernberg auf einer Höhe von 250 m ü. NHN am  Wollbruchsbach an der Stadtgrenze zu Sprockhövel.
Benachbarte Orte sind neben Dönberg die Wohnplätze und Hofschaften Lohbusch, Prinzberg und die Horather Schanze sowie die Sprockhöveler Orte Prinzsiepen, Kottenengel und Horath.
In Königssiepen (heutige Wohnanschrift Zum Lohbusch 70) befinden sich das Behindertenwohnheim „Haus Königssiepen“, der Werkhof „Rose Ausländer“ und die Geschäftsstelle des Vereins Troxler-Haus Wuppertal e. V., der unter anderem Werkstätten für bis zu 400 behinderte Menschen betreibt.

## Geschichte
Im 19. Jahrhundert gehörte Königssiepen zu den Außenortschaften der Bauerschaft und der Kirchengemeinde Dönberg in der Bürgermeisterei Hardenberg, die 1935 in Neviges umbenannt wurde. Damit gehörte es von 1816 bis 1861 zum Kreis Elberfeld und ab 1861 zum alten Kreis Mettmann. 
Im Gemeindelexikon für die Provinz Rheinland von 1888 werden ein Wohnhaus mit 17 Einwohnern angegeben.
Mit der Kommunalreform von 1929 wurde der südliche Teil von Dönberg abgespalten und mit weiteren, außerhalb von Dönberg liegenden Nevigeser Ortschaften in die neu gegründete Stadt Wuppertal eingemeindet, der Rest Dönbergs mit Königssiepen verblieb zunächst bei Neviges. Durch die nordrhein-westfälische Gebietsreform kam Neviges mit Beginn des Jahres 1975 zur Stadt Velbert und das restliche Dönberg wurde ebenfalls in Wuppertal eingemeindet.